# Калары
Калары (шор. Қалар) — посёлок в Таштагольском районе Кемеровской области. Входит в состав Каларского сельского поселения.

## География
Центральная часть населённого пункта расположена на высоте 371 метров над уровнем моря.

## Население
По данным Всероссийской переписи населения 2010 года, в посёлке Калары проживает 444 человека (204 мужчины, 240 женщин).

## Организации
- Филиал библиотеки